# Set You Free This Time
Singles de The Byrds
Turn! Turn! Turn!
(octobre 1965) It Won't Be Wrong
(février 1966)
Set You Free This Time est une chanson du groupe de folk rock américain The Byrds, parue en décembre 1965 sur l'album Turn! Turn! Turn! Très influencée par Bob Dylan, cette composition de Gene Clark est également éditée en 45 tours au mois de janvier 1966, mais les ventes sont décevantes : elle ne dépasse pas la 63e place du Billboard Hot 100 et ne se classe pas dans le hit-parade britannique, en partie à cause de la concurrence de sa propre face B, It Won't Be Wrong.
Après son départ du groupe, en mars 1966, Gene Clark continue à interpréter cette chanson lors de ses concerts en solo. Elle figure sur ses albums live In Concert (2007) et Silverado '75: Live & Unreleased (2008).

## Musiciens
- Gene Clark : chant, guitare acoustique, harmonica
- Jim McGuinn : guitare acoustique, chœurs
- David Crosby : guitare rythmique, chœurs
- Chris Hillman : basse
- Michael Clarke : batterie